# Stazione di Baku
La stazione ferroviaria di Baku (in azero Bakı Dəmir Yolu Vağzalı) è la stazione centrale di Baku, la capitale dell'Azerbaigian. Si trova nel distretto di Nesimi nel centro di Baku, a circa 3 km a nord-est dal centro storico, İçərişəhər.
È collegata all'adiacente stazione della metropolitana 28 Maggio da un tunnel pedonale. È anche il terminal della ferrovia suburbana circolare di Baku.

## Storia
La prima costruzione della stazione risale al 1880, con il varo della ferrovia Ferrovia Baku–Tbilisi. L'architettura del primo edificio era in stile neomoresco.  Nel 1926, fu progettato e costruito il secondo complesso della stazione, la stazione di Sabunchu, per servire la ferrovia elettrificata Baku-Sabunchu. Anche l'architettura del secondo edificio è in stile neomoresco. Nel 1967 fu costruita la stazione della metropolitana 28 Maggio, collegata alla stazione di Sabunchu da un tunnel pedonale. Nel 1977 la stazione ha subito un'importante ristrutturazione, durante la quale è stato costruito un moderno edificio, adiacente alla vecchia stazione di Sabunchu. Nel 2017 la stazione è stata nuovamente ristrutturata.

## Galleria d'immagini

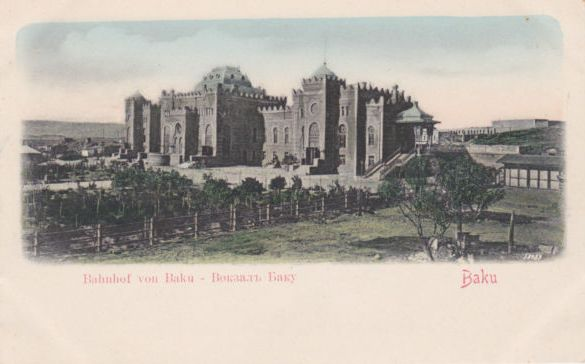
Cartolina, circa 1910.
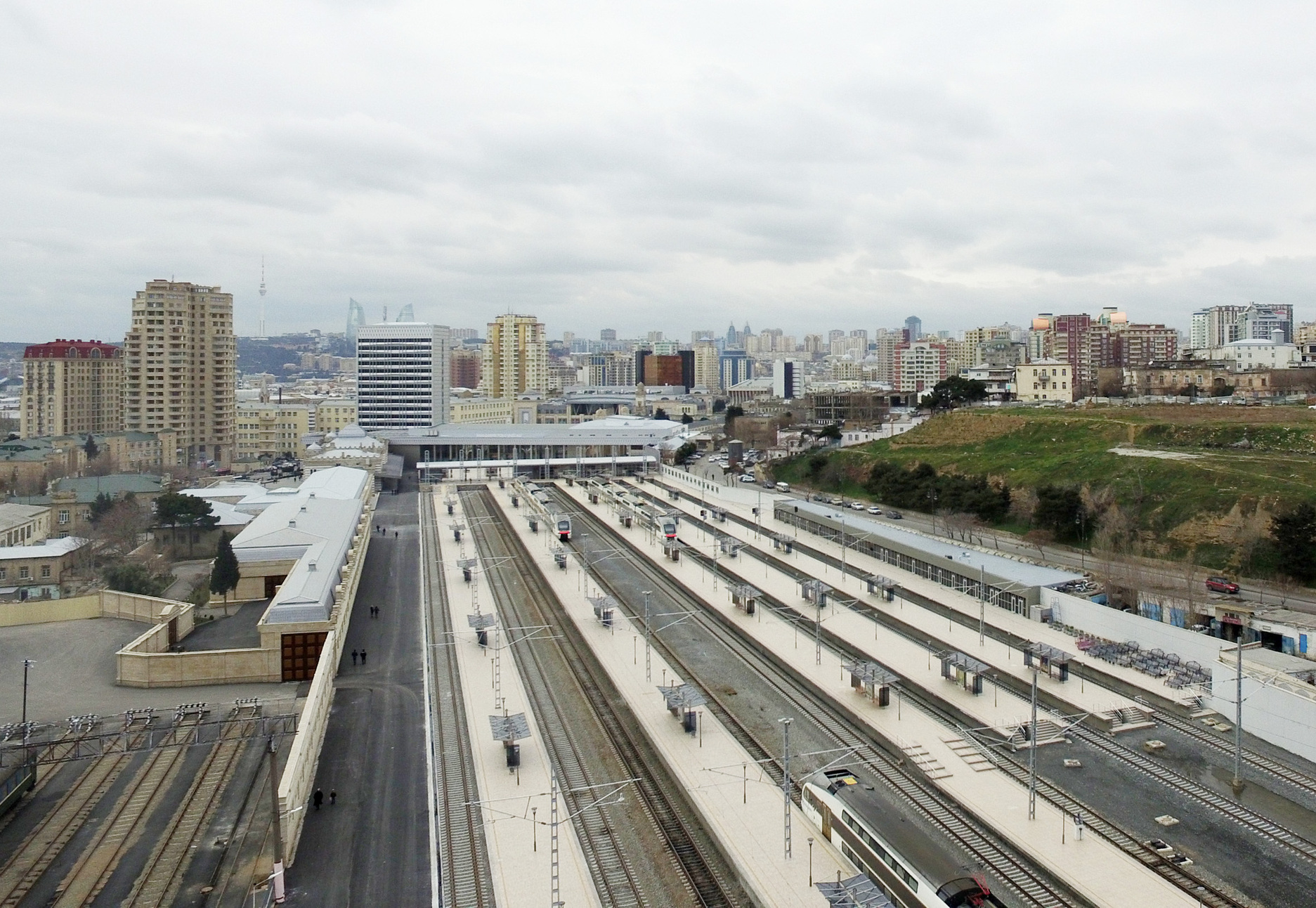
Piattaforme, febbraio 2017.
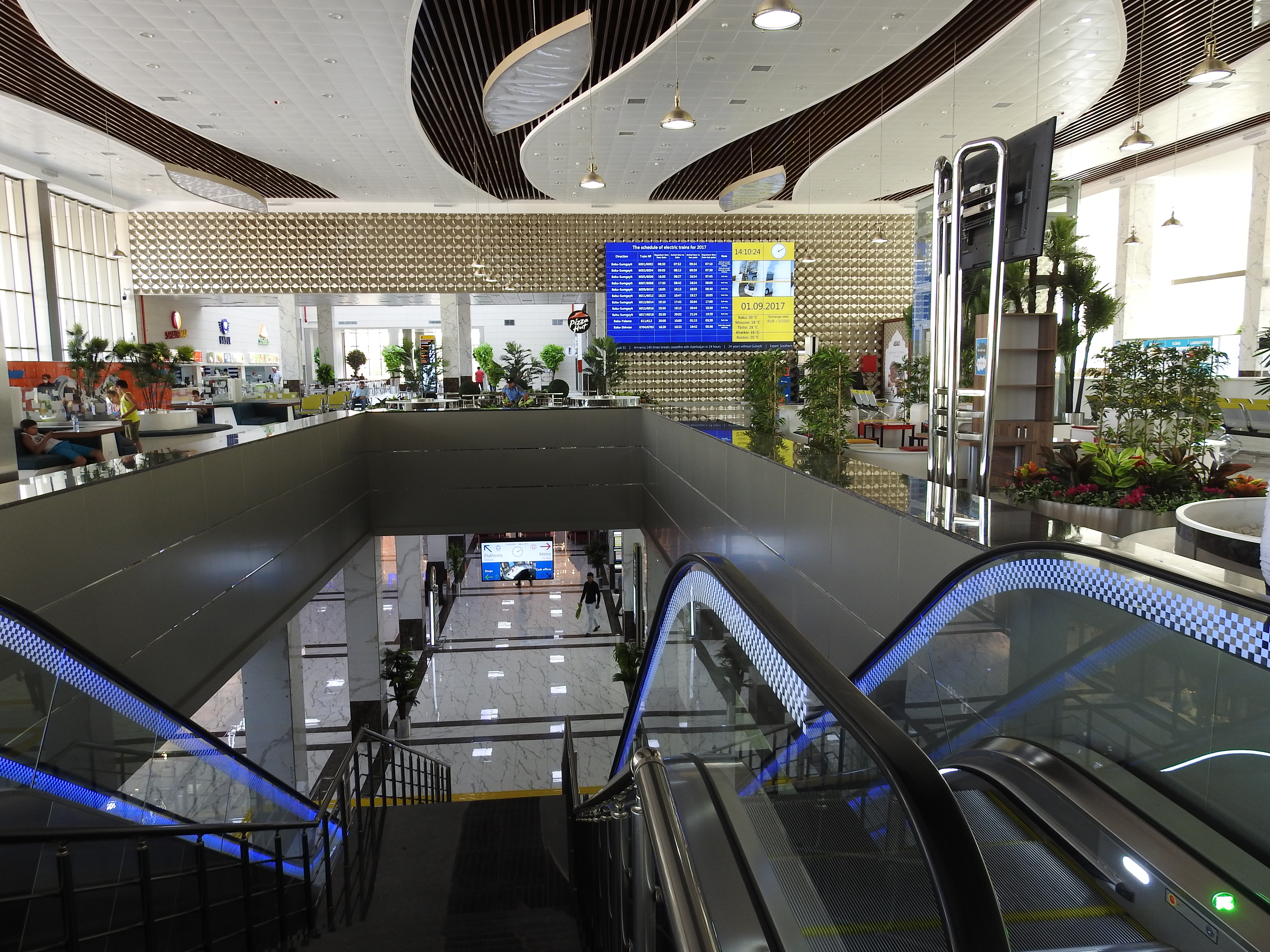
Scale mobili per la stazione della metropolitana del 28 maggio.
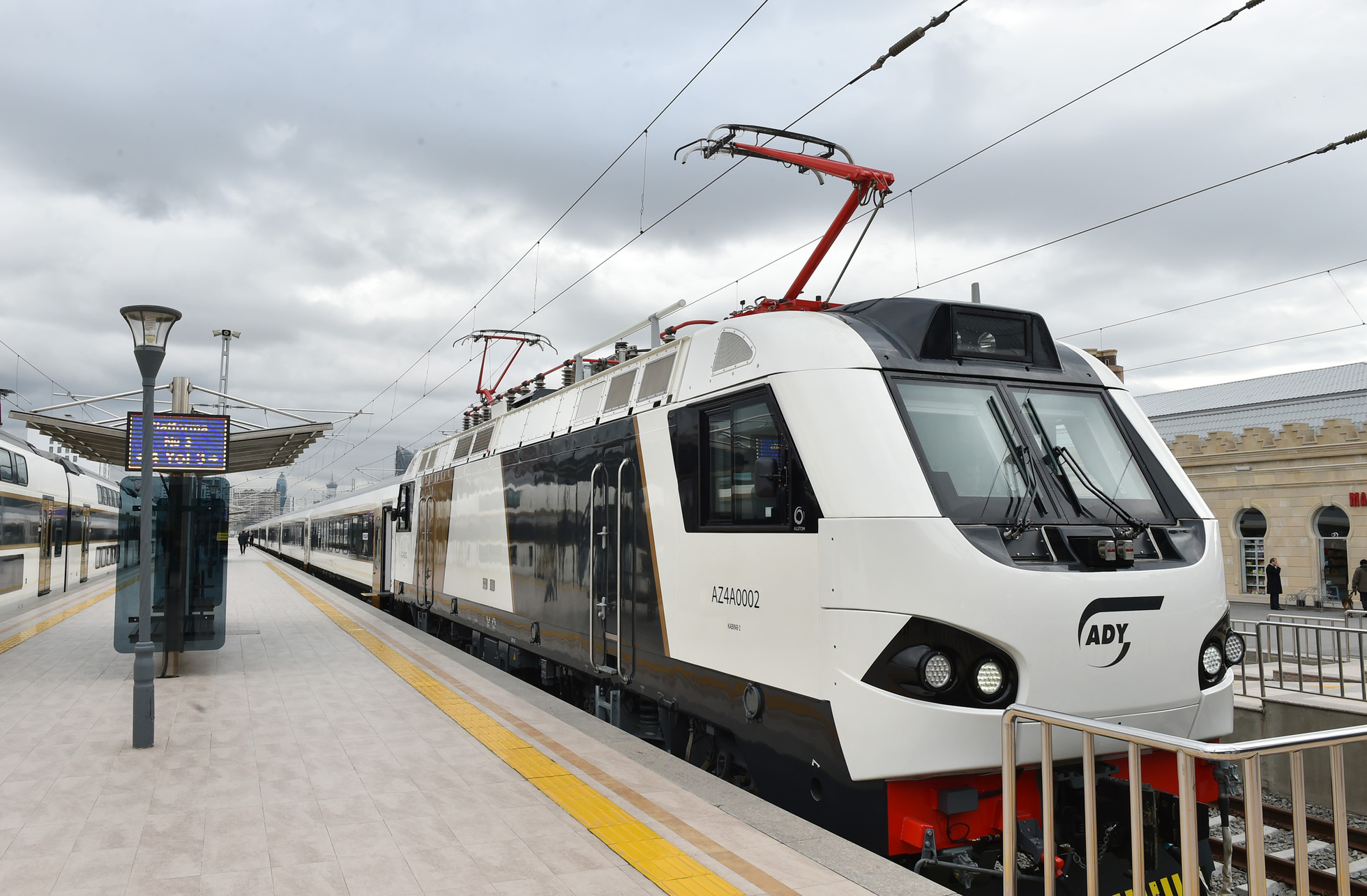
Locomotiva elettrica AZ4A-0002 con carrozze passeggeri alla stazione.